# Bahnstrecke Newburyport–Wakefield Junction
| Streckenlänge: | 48,23 km             |                                            |                                            |
| Spurweite: | 1435 mm (Normalspur) |                                            |                                            |
| |                      |                                            |                                            |
| Gesellschaft: | PAR                  |                                            |                                            |
| \| \| 0,00 \| Newburyport MA Pond Street \| Newburyport MA Pond Street \| \| \| \| Bay State Street Railway (Newburyport Tpk) \| \| \| \| \| Verbindung nach East Boston \| \| \| \| \| Strecke East Boston–Portsmouth \| \| \| \| \| Verbindung von Portsmouth \| \| \| \| \| Verbindung von der Hafenbahn \| \| \| \| \| Interstate 95 \| \| \| \| 8,26 \| Byfield MA (früher Pearsons Mills) \| Byfield MA (früher Pearsons Mills) \| \| \| 13,73 \| Georgetown MA (Keilbahnhof) \| Georgetown MA (Keilbahnhof) \| \| \| \| nach Bradford \| \| \| \| \| Bay State Street Railway (Main Street) \| \| \| \| 15,69 \| Baldpate (früher South Georgetown) \| Baldpate (früher South Georgetown) \| \| \| 19,60 \| East Boxford MA (früher Boxford) \| East Boxford MA (früher Boxford) \| \| \| \| Interstate 95 \| \| \| \| 24,51 \| Topsfield MA \| Topsfield MA \| \| \| \| Ipswich River \| \| \| \| ? \| Wenham Road \| Wenham Road \| \| \| 30,96 \| Putnamville MA \| Putnamville MA \| \| \| \| Bay State Street Railway (Maple Street) \| \| \| \| 33,20 \| Danvers MA \| Danvers MA \| \| \| \| Verbindung nach Salem \| \| \| \| 33,51 \| Danvers Junction MA \| Danvers Junction MA \| \| \| \| Strecke Salem–North Andover \| \| \| \| 34,39 \| Tapleyville MA \| Tapleyville MA \| \| \| 35,16 \| Collins Street \| Collins Street \| \| \| \| Interstate 95 \| \| \| \| 38,51 \| West Peabody MA (früher West Danvers) \| West Peabody MA (früher West Danvers) \| \| \| \| Verbindung nach Tewksbury Junction \| \| \| \| \| Strecke Peabody–Tewksbury Junction \| \| \| \| 43,16 \| Lynnfield Center MA (früher Lynnfield) \| Lynnfield Center MA (früher Lynnfield) \| \| \| \| Interstate 95 \| \| \| \| \| Industrieanschluss \| \| \| \| 45,77 \| Lowell Street \| Lowell Street \| \| \| \| Bay State Street Railway (Water Street) \| \| \| \| 47,48 \| Wakefield Center MA \| Wakefield Center MA \| \| \| \| Bay State Street Railway (North Avenue) \| \| \| \| \| von Peabody \| \| \| \| \| von Wilmington Junction \| \| \| \| 48,23 \| Wakefield Junction MA \| Wakefield Junction MA \| \| \| \| nach Boston \| \| |                      |                                            |                                            |
| Kopfbahnhof Streckenanfang (Strecke außer Betrieb) | 0,00                 | Newburyport MA Pond Street                 | Newburyport MA Pond Street                 |
| Kreuzung (Strecken außer Betrieb) |                      | Bay State Street Railway (Newburyport Tpk) | Bay State Street Railway (Newburyport Tpk) |
| Abzweig geradeaus und nach links (Strecke außer Betrieb) |                      | Verbindung nach East Boston                | Verbindung nach East Boston                |
| Kreuzung (Strecke geradeaus außer Betrieb) |                      | Strecke East Boston–Portsmouth             | Strecke East Boston–Portsmouth             |
| Abzweig geradeaus und von rechts (Strecke außer Betrieb) |                      | Verbindung von Portsmouth                  | Verbindung von Portsmouth                  |
| Abzweig geradeaus und von links (Strecke außer Betrieb) |                      | Verbindung von der Hafenbahn               | Verbindung von der Hafenbahn               |
| Strecke mit Straßenbrücke (Strecke außer Betrieb) |                      | Interstate 95                              | Interstate 95                              |
| Bahnhof (Strecke außer Betrieb) | 8,26                 | Byfield MA (früher Pearsons Mills)         | Byfield MA (früher Pearsons Mills)         |
| Bahnhof (Strecke außer Betrieb) | 13,73                | Georgetown MA (Keilbahnhof)                | Georgetown MA (Keilbahnhof)                |
| Abzweig geradeaus, nach rechts und von rechts (Strecke außer Betrieb) |                      | nach Bradford                              | nach Bradford                              |
| Kreuzung (Strecken außer Betrieb) |                      | Bay State Street Railway (Main Street)     | Bay State Street Railway (Main Street)     |
| Haltepunkt / Haltestelle (Strecke außer Betrieb) | 15,69                | Baldpate (früher South Georgetown)         | Baldpate (früher South Georgetown)         |
| Bahnhof (Strecke außer Betrieb) | 19,60                | East Boxford MA (früher Boxford)           | East Boxford MA (früher Boxford)           |
| Strecke mit Straßenbrücke (Strecke außer Betrieb) |                      | Interstate 95                              | Interstate 95                              |
| Bahnhof (Strecke außer Betrieb) | 24,51                | Topsfield MA                               | Topsfield MA                               |
| Brücke über Wasserlauf (Strecke außer Betrieb) |                      | Ipswich River                              | Ipswich River                              |
| Haltepunkt / Haltestelle (Strecke außer Betrieb) | ?                    | Wenham Road                                | Wenham Road                                |
| Haltepunkt / Haltestelle (Strecke außer Betrieb) | 30,96                | Putnamville MA                             | Putnamville MA                             |
| Kreuzung (Strecken außer Betrieb) |                      | Bay State Street Railway (Maple Street)    | Bay State Street Railway (Maple Street)    |
| Bahnhof (Strecke außer Betrieb) | 33,20                | Danvers MA                                 | Danvers MA                                 |
| Abzweig geradeaus und nach links (Strecke außer Betrieb) |                      | Verbindung nach Salem                      | Verbindung nach Salem                      |
| Haltepunkt / Haltestelle (Strecke außer Betrieb) | 33,51                | Danvers Junction MA                        | Danvers Junction MA                        |
| Kreuzung (Strecken außer Betrieb) |                      | Strecke Salem–North Andover                | Strecke Salem–North Andover                |
| Bahnhof (Strecke außer Betrieb) | 34,39                | Tapleyville MA                             | Tapleyville MA                             |
| Haltepunkt / Haltestelle (Strecke außer Betrieb) | 35,16                | Collins Street                             | Collins Street                             |
| Strecke mit Straßenbrücke (Strecke außer Betrieb) |                      | Interstate 95                              | Interstate 95                              |
| Bahnhof (Strecke außer Betrieb) | 38,51                | West Peabody MA (früher West Danvers)      | West Peabody MA (früher West Danvers)      |
| Abzweig geradeaus und nach rechts (Strecke außer Betrieb) |                      | Verbindung nach Tewksbury Junction         | Verbindung nach Tewksbury Junction         |
| Kreuzung (Strecken außer Betrieb) |                      | Strecke Peabody–Tewksbury Junction         | Strecke Peabody–Tewksbury Junction         |
| Bahnhof (Strecke außer Betrieb) | 43,16                | Lynnfield Center MA (früher Lynnfield)     | Lynnfield Center MA (früher Lynnfield)     |
| Strecke mit Straßenbrücke (Strecke außer Betrieb) |                      | Interstate 95                              | Interstate 95                              |
| Abzweig geradeaus und von links (Strecke außer Betrieb) |                      | Industrieanschluss                         | Industrieanschluss                         |
| Haltepunkt / Haltestelle (Strecke außer Betrieb) | 45,77                | Lowell Street                              | Lowell Street                              |
| Kreuzung (Strecken außer Betrieb) |                      | Bay State Street Railway (Water Street)    | Bay State Street Railway (Water Street)    |
| Betriebs-/Güterbahnhof Strecke bis hier außer Betrieb | 47,48                | Wakefield Center MA                        | Wakefield Center MA                        |
| Kreuzung (Querstrecke außer Betrieb) |                      | Bay State Street Railway (North Avenue)    | Bay State Street Railway (North Avenue)    |
| Abzweig geradeaus und ehemals von links |                      | von Peabody                                | von Peabody                                |
| Abzweig geradeaus und von rechts |                      | von Wilmington Junction                    | von Wilmington Junction                    |
| Dienststation / Betriebs- oder Güterbahnhof | 48,23                | Wakefield Junction MA                      | Wakefield Junction MA                      |
| Strecke |                      | nach Boston                                | nach Boston                                |

Die Bahnstrecke Newburyport–Wakefield Junction (auch Newburyport Branch) ist eine Eisenbahnstrecke im Essex County und Middlesex County in Massachusetts (Vereinigte Staaten). Sie ist 48,23 Kilometer lang und verbindet unter anderem die Städte Newburyport, Georgetown, Danvers, Lynnfield und Wakefield. Die normalspurige Strecke ist weitgehend stillgelegt, lediglich zwischen Wakefield Center und Wakefield Junction verkehren noch Güterzüge der Pan Am Railways.

## Geschichte
Zunächst erhielt am 11. März 1846 die Newburyport Railroad Company eine Konzession zum Bau und Betrieb einer Eisenbahn von Newburyport nach Georgetown und Haverhill. Es dauerte noch bis 1849, ehe man mit den Bauarbeiten begann und am 23. Mai 1850 ging die Strecke von Newburyport nach Georgetown in Betrieb. Die südliche Fortsetzung der Strecke bauten zunächst andere Gesellschaften. Am 7. Mai 1851 erhielt die Danvers and Georgetown Railroad Company die Konzession für den Abschnitt zwischen ihren namensgebenden Städten und am 15. März 1852 die Danvers Railroad Company für den restlichen Streckenteil von Danvers nach Wakefield Junction, wo sie an die Hauptstrecke der Boston and Maine Railroad anschließen sollte. Die Bauarbeiten wurden im April 1853 auf der Danvers&Georgetown und im August 1853 auf der Danvers Railroad aufgenommen und im September 1854 wurde die Strecke bis Danvers verlängert. Am 23. Oktober 1854 war schließlich die Gesamtstrecke fertiggestellt. Die Betriebsführung übernahm die Newburyport Railroad auf dem Abschnitt von Newburyport bis Danvers und die Boston&Maine auf dem übrigen Streckenteil. Die Züge fuhren jedoch von Anfang an von Boston nach Newburyport durch und stellten eine Konkurrenz zur Hauptstrecke der Eastern Railroad dar, die ebenfalls Boston und Newburyport verband. Die Newburyport Railroad kaufte schließlich am 22. Februar 1855 die Danvers&Georgetown.
Am 21. Februar 1860 pachtete die Boston&Maine die Newburyport Railroad und übernahm die Betriebsführung auf der Gesamtstrecke. Am 30. Oktober 1906 kaufte sie die Gesellschaft auf. 1885 wurden in Newburyport Verbindungsweichen zur Hauptstrecke der Eastern eingebaut und die Personenzüge fuhren von nun ab in den Bahnhof der Eastern. Noch bis in die 1960er Jahre wurde der frühere Endbahnhof an der Pond Street jedoch als Güterbahnhof genutzt.
Nach dem Ersten Weltkrieg sanken die Beförderungszahlen derart, dass 1924 die Boston&Maine die gesamte Strecke stilllegen wollte. Proteste der Fahrgäste und der ansässigen Industrie verhinderten dies jedoch zunächst. 1940 stellte die Bahngesellschaft den Antrag für den Abschnitt von Newburyport nach Topsfield erneut und erhielt trotz weiterer Proteste die Genehmigung für die Stilllegung, die im Dezember 1941 vollzogen wurde. Der Personenverkehr zwischen Topsfield und Danvers endete 1950 und 1959 schließlich auch auf dem übrigen Streckenabschnitt. 
Die Boston&Maine verkaufte 1976 die Strecke von Wakefield Junction nach Topsfield an die Massachusetts Bay Transportation Authority, die jedoch den Personenverkehr nicht wieder aufnahm. Den Güterverkehr betrieb weiterhin die Boston&Maine. 1977 endete jedoch der Güterverkehr zwischen Topsfield und Danvers und 1981 wurde dieser Abschnitt stillgelegt. Die Boston&Maine ging 1983 in die Guilford Transportation über, die seit 2006 unter dem Namen Pan Am Railways firmiert. Etwa 2000 wurde schließlich der Abschnitt von Danvers nach Wakefield Center stillgelegt, sodass nur noch knapp ein Kilometer der Strecke in Betrieb ist.

## Streckenbeschreibung
Die Strecke beginnt in Newburyport an der Pond Street. Abschnitte der Bahn im Stadtgebiet werden heute durch die Fulton Street und Cherry Street überdeckt. Südlich des Stadtkerns befand sich die Kreuzung mit der Eastern-Hauptstrecke. Auf der Kreuzung befindet sich heute der Personenbahnhof von Newburyport. Ein Verbindungsgleis zur Hafenbahn Newburyport bestand seit deren Eröffnung 1872. Die Trasse führt nun weiter in südwestlicher Richtung bis Georgetown. An diesem Keilbahnhof zweigte die Bahnstrecke Georgetown–Bradford ab, zu der es auch eine Verbindungskurve aus Richtung Wakefield gab. 
Die Strecke biegt nun in Richtung Südosten ab und verläuft über Boxford und Topsfield nach Danvers. Hier kreuzt sie die Bahnstrecke Salem–North Andover niveaugleich. Die Trasse führt weiter in südwestlicher Richtung durch Danvers und erreicht in West Peabody den nächsten Kreuzungsbahnhof, wo sie die Bahnstrecke Peabody–Tewksbury Junction ebenfalls niveaugleich überquerte. Zu beiden kreuzenden Bahnstrecken gab es eine Verbindungskurve. 
In westlicher Richtung verläuft die Trasse weiter nach Lynnfield, wo sie in Richtung Süden abbiegt und nach wenigen Kilometern schließlich Wakefield erreicht. Zwischen Wakefield Center und Wakefield Junction lag sie direkt neben der 1850 eröffneten und in diesem Bereich 1935 stillgelegten Bahnstrecke Peabody–Wakefield Junction. Vermutlich bestanden bereits in Wakefield Center Verbindungsgleise zwischen den beiden Strecken. In Wakefield Junction mündet die Bahn in die Hauptstrecke der früheren Boston&Maine ein.

## Personenverkehr
Von Anfang an fuhren die Personenzüge von Boston nach Newburyport. 1869 wurden vier Zugpaare auf dieser Relation angeboten. 1881 fuhren fünf Züge auf der Gesamtstrecke sowie ein Zugpaar Boston–Danvers. In den 1880er Jahren wurde der Sonntagsverkehr vorerst eingestellt. Das Angebot wurde Anfang des 20. Jahrhunderts erweitert und auch sonntags fuhr wieder ein Zugpaar. 1916 fuhren fünf Züge Boston–Newburyport, ein Zugpaar von Boston nach Georgetown über Lynn und Danvers, drei Zugpaare Boston–Danvers über Wakefield sowie ein weiterer Zug in dieser Relation an Samstagen. Zusätzlich fuhr samstags ein Zug von Boston über Wakefield, Georgetown und Bradford nach Haverhill. Der Sonntagszug entfiel kurz darauf wieder. 1924 wurde das Angebot deutlich ausgedünnt. Nur noch zwei Zugpaare verkehrten zwischen Boston und Newburyport. Drei weitere Züge fuhren von Boston nach Wakefield Center. Ab 1950 verkehrte nur noch montags bis freitags ein Zugpaar von Boston nach Danvers über die Strecke.